# Тускул

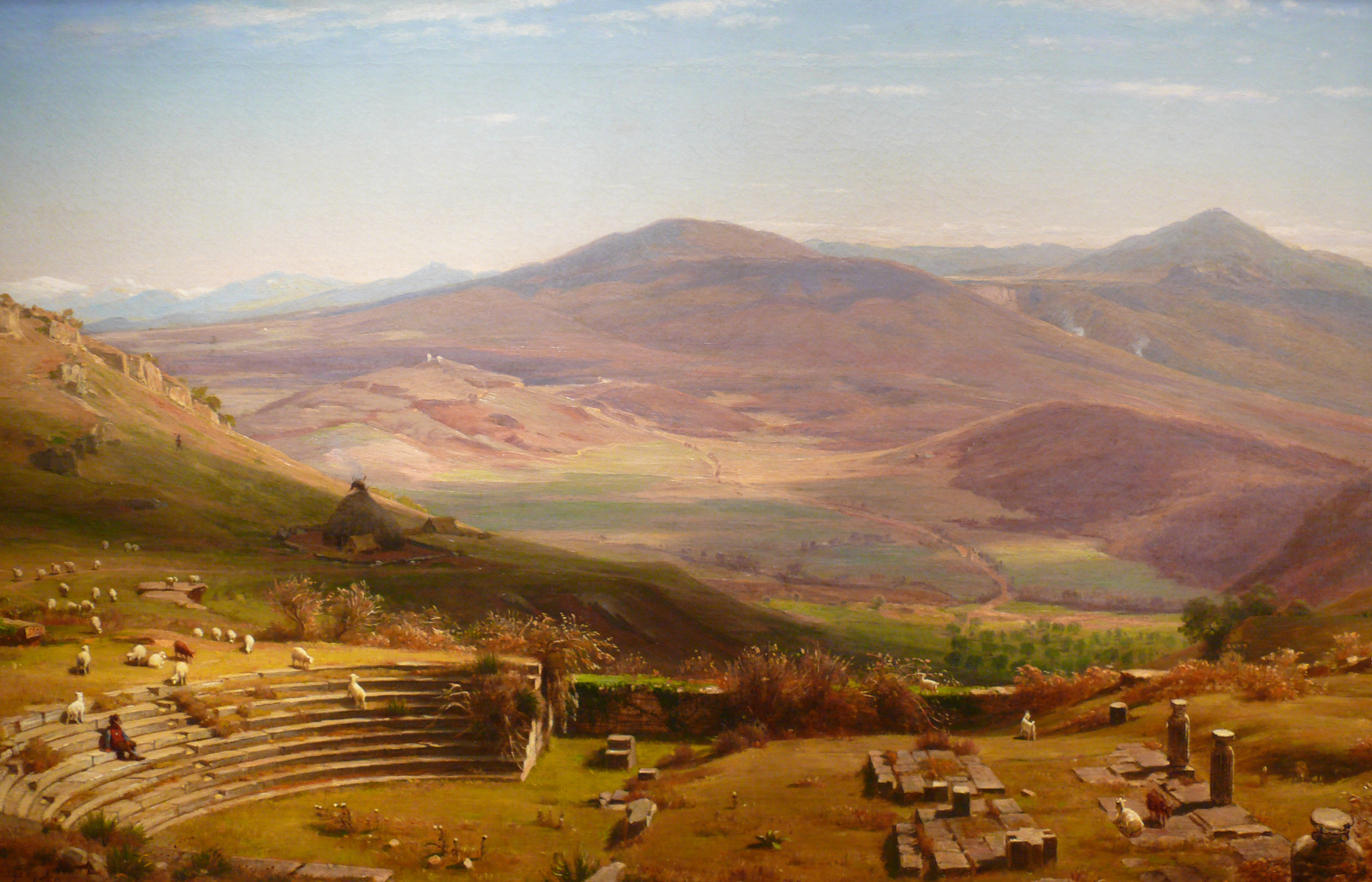
Развалины Тускула на пейзаже 1860 года. Художник Уортингтон Уитридж.

Тускул или Тускулум (лат. Tusculum) — один из важнейших городов древнего Лация. Стоял в Альбанских горах, в кальдере потухшего вулкана, на высоте 670 метров над уровнем моря, откуда открывался прекрасный вид на Рим, расположенный в 24 км к северо-западу. После разрушения города папством в 1191 году его жители перебрались в соседний Фраскати.

## Античный Тускул
Тускул часто упоминается древнейшими историками Рима. Первые известия о нём связаны с этрусками. Местный правитель Октавий Мамилий, будучи зятем Тарквиния Гордого, образовал Латинский союз; в 497 г. до н. э. он сложил голову в битве у Регильского озера. С тех пор тускуляне поддерживали мирные отношения с римлянами. После того, как Тускулом овладели эквы, их изгнал оттуда в 459 г. римский диктатор Цинциннат. 

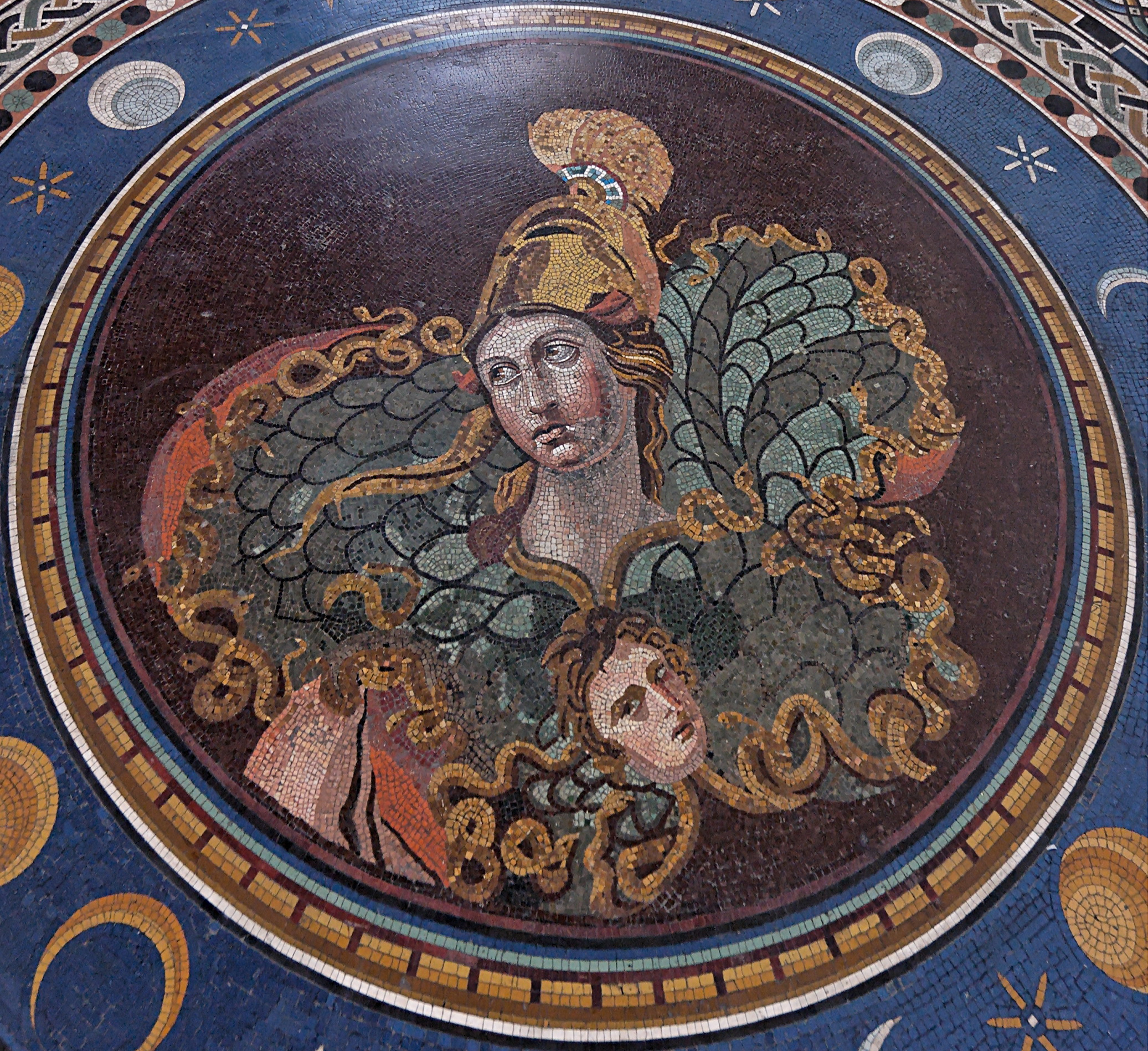
Мозаичный пол одной из вилл Тускула

Соединённый с Римом дорогой Via Latina, Тускул, как и Тибур, при поздней республике и в период принципата привлекал множество состоятельных римлян, которые строили здесь виллы. На одной из таких вилл Цицерон написал «Тускуланские беседы».

## Соперничество с Римом
В раннем средневековье на вершине Тускуланского холма возвели свой замок графы Тускулумские — могущественное феодальное семейство, которое к концу X века фактически монополизировало папский престол. В середине XI века графы были оттеснены от Святого престола. В последующем конфликте гвельфов и гибеллинов они стали наиболее опасными для папства союзниками императоров. После битвы при Монте-Порцио (1167) папство задумало стереть с лица земли цитадель своих врагов, расположенную у самых ворот Рима. К 1191 году, когда это намерение было исполнено Целестином III, большинство жителей Тускула уже переселились в соседние сёла, основная масса — во Фраскати.

## Руины

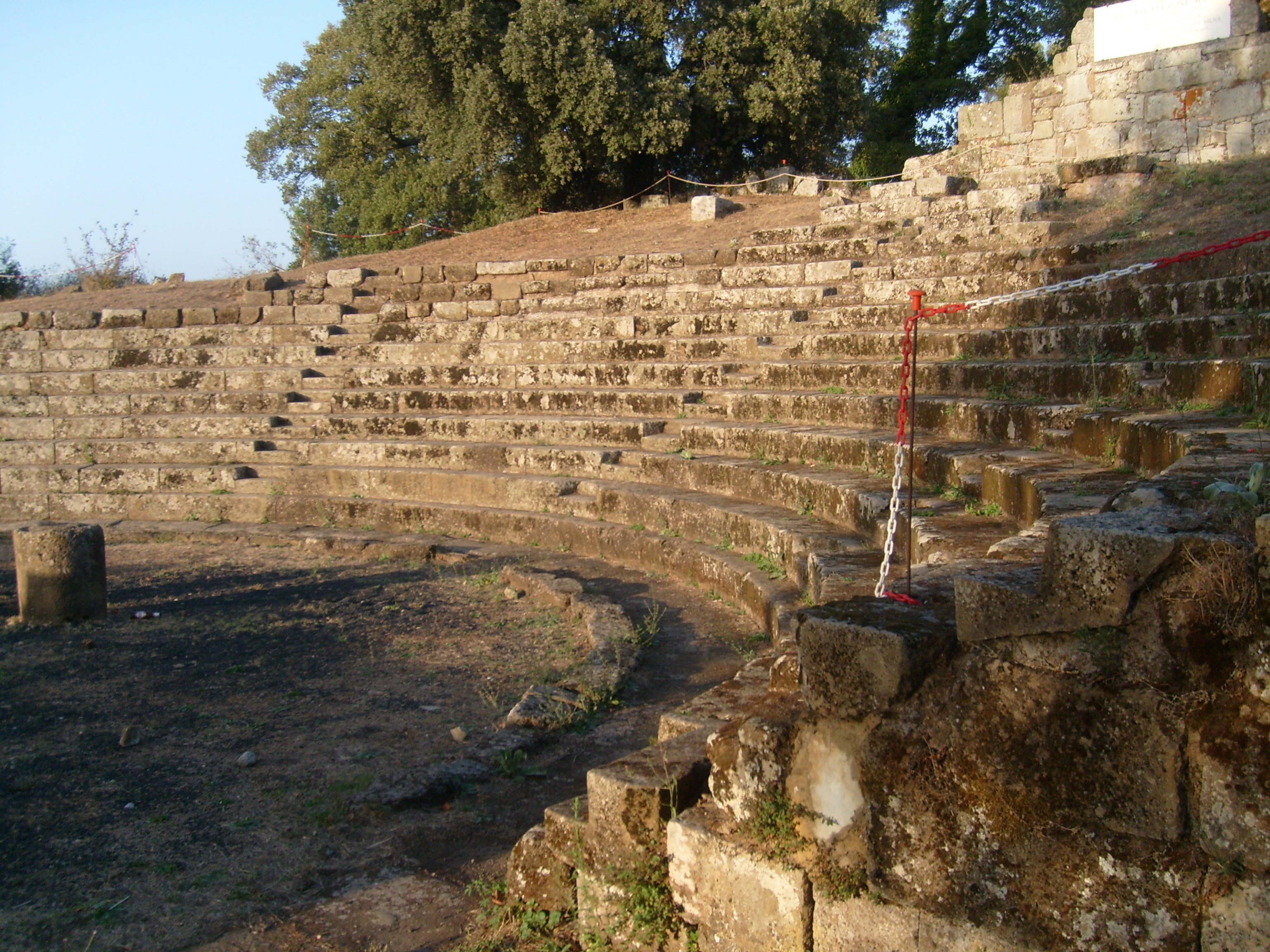
Античный театр Тускулума

Руины Тускула на протяжении последующих веков заросли травой. Местные жители использовали сполии для строительства собственных жилищ. Основным землевладельцем был монастырь Гроттаферрата. Археологическое исследование руин древнего Тускула было начато в 1806 году по инициативе Люсьена Бонапарта. Помимо развалин графского замка на вершине Тускуланского холма, туристы могут посетить останки городского форума, амфитеатр времён «добрых императоров» и следы обширной усадьбы, владельцем которой прежде считался Цицерон.